# Félix Lafond
Pour les articles homonymes, voir Lafond.
Félix Lafond, né le 13 juin 1850 à Paris et mort le 23 février 1917 à Rennes, est un peintre, céramiste et conservateur de musée français.

## Biographie
Félix Lafond est le fils aîné de François Henri Alexandre Lafond (1815-1901) et de Suzanne Brunet (1820-1894). Il est baptisé la même année à l'église Saint-Étienne-du-Mont.
Il s'initie à la peinture avec son père, puis intègre l'atelier d'Alexandre Cabanel à l'École des beaux-arts de Paris. Il est remarqué pour ses compositions florales et ses chiens. Il est également un portraitiste de talent. Il demeure alors chez ses parents au 53, rue Notre-Dame-des-Champs.
Il est mobilisé durant la Guerre franco-allemande de 1870.

### Le céramiste
Félix Lafond et son ami le peintre Édouard Dammouse (1850-1903) sont engagés chez le faïencier François Laurin (1826-1901), à Bourg-la-Reine. En 1871, Ernest Chaplet (1835-1909) et son assistant Félix Lafond mettent au point la barbotine sur terre cuite. Chaplet quittera cette maison vers la fin de 1874 pour s'installer à son compte au 8, Grande Rue dans la même ville jusqu'en 1875, mais devant les difficultés financières il rejoint Haviland à Auteuil. Le peintre Félix Bracquemond va, en 1876, débaucher les meilleurs collaborateurs de Laurin, dont Édouard Dammouse et Félix Lafond, pour les attirer vers cette manufacture à Auteuil, chez Haviland,.
Félix Lafond perd sa grand-mère paternelle cette année 1874 et voit le mariage de ses parents le 19 mars qui reconnaissent et légitiment leurs enfants par la même occasion. 
En 1876, il vit maritalement avec Magdeleine Justine Espagnacq (1854-1906) qui accouche le 28 janvier de Georges Albert, qui ne sera reconnu par son père que le jour ou il épousera la mère le 28 décembre 1888 à Paris.
En 1881, Félix Lafond est à la Manufacture de Gien, dans l'atelier de Dominique Grenet (1821-1885). Il y réalise des barbotines artistiques et des décors de grand feu sous émail comme ceux qu'il réalisait chez Laurin à Bourg-la-Reine, ainsi qu'un autre artiste Jean Cachier (1855-1924).

### L'enseignant
Devenu directeur de l'école des beaux-arts de Rennes en 1899, son établissement scolaire obtiendra de nombreux prix dans des concours de province, ainsi qu'à l'Exposition universelle de 1900 à Paris et à l'Exposition franco-britannique de 1908. L'École régionale d'architecture, fondée à Rennes en 1905, dépendant des Beaux-Arts de Paris, sa direction est également confiée à Félix Lafond.
Il meurt à Rennes et est inhumé à Paris.

## Œuvres dans les collections publiques
- Gien, musée de la Faïencerie de Gien.
- Paris, École nationale supérieure des beaux-arts.
- Rennes : musée des Beaux-Arts :
  - Portait de Théophile Gandon[6] ;
  - Le Val à Vitré le matin[7].

## Élèves
- Victor Boner (1871-1951).
- Camille Godet (1879-1966), en 1898.
- Ernest  Guérin (1887-1852).
- Jacques Jullien (1891-1963), de 1912 à 1915.
- Mathurin Méheut (1882-1958), de 1898 à 1902.
- Louis Roger (1874-1953)

## Hommages
- La municipalité de Rennes donne son nom à une rue de la ville par délibération du conseil municipal du 11 décembre 1931, et son prolongement par délibération du conseil municipal du 5 novembre 1973. Cette rue est aujourd'hui située entre les rue de Fougères (un bureau de La Poste en occupant l'angle en "rez-de-trottoir") et boulevard Volney, servant de limite à la rue Isidore Louveau et entrecoupée par la rue du père Bourdon (et un passage pédestre de cette dernière avec la rue François Lanno), tout cela dans un quartier Fougères-Antrain.